# 奧采

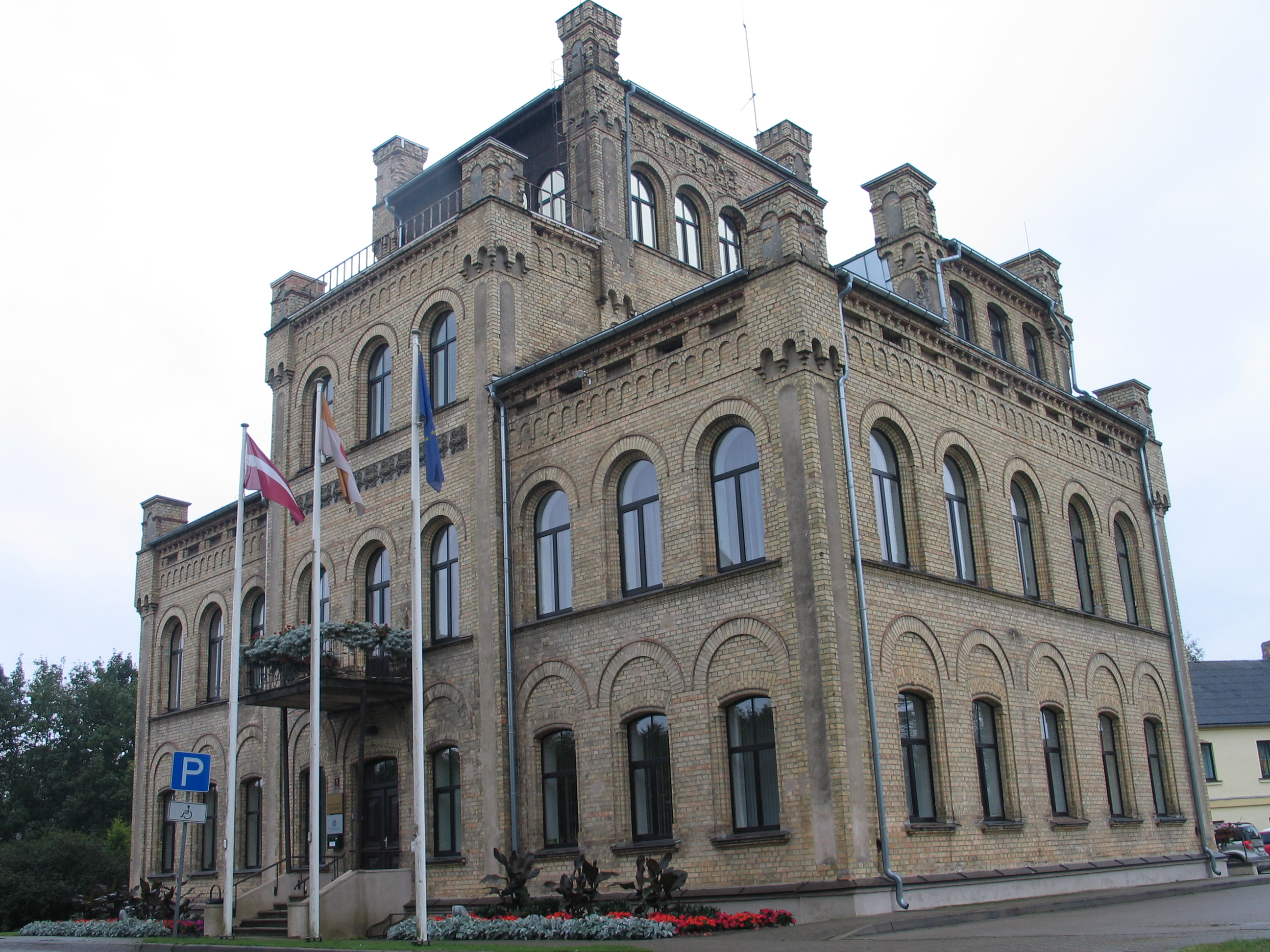
奧采市政厅

奧采是拉脫維亞多貝萊市鎮内的城鎮，位於該國南部，距離首都里加100公里，毗鄰與立陶宛接壤的邊境，面積3.67平方公里，2021年人口数量为2,236人。